# دودمان بیست و یکم مصر
دودمان بیست و یکم مصر باستان دوره‌ای تاریخی از فرمانروایی فرعونها در مصر است که در آن تانیس به پایتخت مصر تبدیل شد و برای نخستین بار پادشاهان مصر سفلی به چنان قدرتی دست یافتند که تا پیش از آن در آن ناحیه تجربه نشده بود. در این دوره ارتباط نزدیکی میان پرستشگاه آمون در تبس با شاهان برقرار شد و کاهنان بزرگ این معبد از راه ازدواج با خانواده پادشاهی به قدرت می‌رسیدند.
دودمان بیست و یکم با نام «دودمان تانیسی» نیز شناخته می‌شود. نخستین فرعون این دودمان اسمندس بود که پس از رامسس یازدهم از دودمان بیستم به قدرت رسید.

## فرعون‌ها
فهرست زیر نام و مشخصات فرعون‌های دودمان بیست و یکم را دربردارد:
| نام پادشاه                   | نام هوروسی           | تاریخ (پ. م) | آرامگاه                                              | مومیایی                     | شهبانو (یان)               |
| ---------------------------- | -------------------- | ------------ | ---------------------------------------------------- | --------------------------- | -------------------------- |
| اسمندس                       | هج خپررع-ستپن‌رع      | ۱۰۷۷ – ۱۰۵۱  | نامشخص                                               | ؟                           | تنت‌آمون                    |
| آمنم‌نیسو                     | نفرکارع-حقاواست      | ۱۰۵۱ – ۱۰۴۷  | نامشخص                                               |                             |                            |
| پینجم یکم (فرمانروای هم‌دوره) | عاخپرکارع-ستپن‌آمون   | ۱۰۶۲ – ۱۰۳۹  | دی‌بی۳۲۰                                              | سالم‌مانده در موزه قاهره     | هنوت‌تاوی ایستم‌خب تنت‌نابخنو |
| پسوسنس یکم                   | آخپررع-ستپن‌آمون      | ۱۰۴۷ – ۱۰۰۱  | دست‌نخورده و سالم ان‌آرتی۳، تانیس                      | تنها استخوان‌ها باقی‌مانده‌اند | موت‌نجمت وی‌عای              |
| آمنم‌اوپه                     | اوسرماعت رع-ستپن‌آمون | ۱۰۰۱ – ۹۹۲   | تانیس                                                | تنها استخوان‌ها باقی‌مانده‌اند | ؟                          |
| اوسورکون ارشد                | عاخپررع-ستپن‌رع       | ۹۹۲ – ۹۸۶    | نامشخص                                               | ؟                           | ؟                          |
| سی‌آمون                       | نچرخپررع-ستپن آمون   | ۹۸۶ – ۹۶۷    | غارت‌شده تانیس، ان‌آرتی۴ سپس ان‌آرتی۳                   | تنها استخوان‌ها باقی‌مانده‌اند | ؟                          |
| پسوسنس دوم                   | تیت‌خپرورع-ستپن‌رع     | ۹۶۷ – ۹۴۳    | غارت‌شده تانیس، آرامگاه اصلی نامشخص، بعدها به ان‌آرتی۳ | تنها استخوان‌ها باقی‌مانده‌اند | ؟                          |